# 迪亞高·卡斯干
迪亞高·卡斯干·桑多瓦爾（Diego Cascón Sandoval，1984年6月7日—），出生於萊昂，西班牙足球運動員，司職前鋒，現時效力西班牙足球乙二級聯賽球隊Melilla。

## 球員生涯
2009–10年球季，西班牙國王盃艾高幹主場擊敗皇家馬德里4:0一役中卡斯干更踢足全場。
2014年1月26日，卡斯干加盟香港甲組足球聯賽球隊傑志。
2014年2月8日，首次亮相操練的卡斯干獲傑志行政總監朱志光形容為「強化版雅高」的前鋒。
2014年7月2日, 卡斯干正式宣佈離隊，轉投哥倫比亞超級足球聯賽球會卡利美洲。

## 外部連結
- BDFutbol profile （页面存档备份，存于）
- Futbolme profile （页面存档备份，存于） （西班牙文）